# Cooperativa de crédito
En España, una cooperativa de crédito o sociedad cooperativa de crédito es una entidad financiera de organización cooperativa que se dedica a ofrecer crédito, constituida conforme a lo que establece la Ley 13/1989, de 26 de mayo, de Cooperativas de Crédito, cuyo objeto social es servir a las necesidades financieras de sus socios y de terceros mediante el ejercicio de las actividades propias de las entidades de crédito. Se trata, además, de una entidad de crédito autorizada para captar fondos reembolsables del público, por ejemplo, en forma de depósitos. Esto significa que puede recibir dinero de socios y clientes en general, con la obligación de devolverlo en la forma pactada, y utilizarlo para conceder préstamos o créditos.

## Nacimiento de las cooperativas de crédito
El nacimiento de este sector financiero se remonta a finales del siglo XIX. El común denominador en torno al cual nacen las cooperativas de crédito ha sido la actividad empresarial, ya sea agrícola y ganadera, tanto en el ámbito rural, industrial o urbano, así como la actividad profesional, dando lugar a las cajas rurales y a las cooperativas de crédito populares y profesionales. Este común denominador de actividad empresarial y profesional les ha permitido adquirir una vocación universal y revelarse como las entidades de crédito que mejor conocen el auténtico negocio de intermediación minoritaria.

## Características

### Naturaleza jurídica
Tienen una naturaleza mixta que determina que, en el régimen jurídico de estas entidades de crédito, confluyan aspectos financiero-crediticios y cooperativos en los que, a su vez, inciden componentes laborales y mercantiles.
Dada su naturaleza mixta de entidades de crédito y sociedades cooperativas, en primer lugar, a todas las cooperativas de crédito españolas, sin excepción, les resulta de aplicación la legislación financiera estatal de carácter básico, esto es, la elaborada fundamentalmente por el Ministerio de Economía y Hacienda y por el Banco de España.
Ahora bien, como sociedades cooperativas, supletoriamente les es de aplicación la legislación de cooperativas, es decir, la legislación estatal o la legislación autonómica correspondiente. Será aplicable la primera, la ley estatal, cuando el ámbito de actuación de la cooperativa de crédito estatutariamente reconocido sea supraautonómico o estatal, pero siempre que su capital social corresponda efectivamente a ese nivel territorial y realicen, en dicho ámbito, actividad cooperativizada de manera efectiva. Si no se cumplen estos requisitos debe deducirse que las cooperativas de crédito de ámbito autonómico (local, provincial o supraprovincial dentro de la misma Comunidad Autónoma), tendrán como legislación supletoria la ley de cooperativas de su respectiva Comunidad Autónoma.
Sin embargo, debe subrayarse que aunque existan cooperativas de crédito de ámbito autonómico, en sus órganos de gobierno (Asamblea General y Consejo Rector), no existe ningún tipo de representación política, por lo que en ellos no participan ni Diputados de los Parlamentos regionales, ni Consejeros de los gobiernos autonómicos, ni Concejales de los Ayuntamientos.

### Capital social y aportaciones de los socios cooperativistas
La cuantía mínima del capital social de las cooperativas de crédito, es elevada, lo que dificulta la fluidez del crédito.Se establece en función del ámbito territorial y del total de habitantes de derecho de los municipios comprendidos en dicho ámbito, siendo el siguiente:
a) Cooperativas de crédito de ámbito local que vayan a operar en municipios de menos de 100.000 habitantes de derecho: 1.051.771,18 euros.
b) Cooperativas de crédito de ámbito local no incluidas en el apartado anterior, ni en el siguiente, o de ámbito supralocal sin exceder de una Comunidad Autónoma: 3.606.072,63 euros.
c) Cooperativas de crédito con sede o ámbito que incluya los municipios de Madrid o Barcelona o de ámbito supraautonómico, estatal o superior: 4.808.096,84 euros.
Todos los socios de una Cooperativa de Crédito deberán poseer, al menos, un título nominativo de aportación. Los Estatutos determinarán el valor nominal de esos títulos, que no será inferior a 60,10 euros, así como el número mínimo de títulos que deban poseer los socios, según la naturaleza jurídica y el compromiso de actividad asumido por éstos, dentro de los límites legales. Todos los títulos tendrán el mismo valor nominal.
El importe total de las aportaciones de cada socio no podrá exceder del 20 por 100 del capital social cuando se trate de una persona jurídica y del 2,5 por 100 cuando se trate de una persona física.
En ningún caso, las personas jurídicas que no tengan la condición de Sociedad Cooperativa podrán poseer más del 50 por ciento del capital social.

### Adhesión al Fondo de Garantía de Depósitos (FGD)
Dos años después de la creación del Fondo de Garantía de Depósitos en Cajas de Ahorros, y dado el crecimiento y la extensión de la actividad de las Cooperativas de Crédito y por razones de equidad y equiparación de trato se hizo necesario crear un Fondo de Garantía de Depósitos en Cooperativas de Crédito con la finalidad de proteger a los Depositantes, tal como establece la parte expositiva del Real Decreto-ley 18/1982, de 24 de diciembre, cuyo artículo segundo crea el mencionado Fondo.
La totalidad de las cooperativas de crédito españolas han estado adheridas al Fondo de Garantía de Depósitos en Cooperativas de Crédito. El Fondo se financiado mediante las aportaciones anuales de las propias cooperativas de crédito.
La cobertura para depósitos en bancos, Cajas de Ahorros y Cooperativas de Crédito es exactamente la misma, ya que dichos fondos cubren los mismos supuestos, límites, forma, plazo y alcance. Así:
- El importe garantizado máximo de los depósitos es de 100.000 euros por cada titular, con independencia del número y clase de depósitos que tenga en la cooperativa de crédito.

- El importe garantizado máximo de los valores o instrumentos financieros confiados a la entidad es independiente del anterior, y alcanza igualmente los 100.000 euros por cada inversor, al margen del número y clase de valores.

En octubre de 2011, mediante el Real Decreto-Ley 16/2011, de 14 de octubre, por el que se crea el Fondo de Garantía de Depósitos de Entidades de Crédito, se han declarado disueltos el Fondo de Garantía de Depósitos en Cajas de Ahorro, el Fondo de Garantía de Depósitos en Establecimientos Bancarios y el Fondo de Garantía de Depósitos en Cooperativas de Crédito, cuyos patrimonios se han integrado en el Fondo de Garantía de Depósitos de Entidades de Crédito.
Se crea dicho Fondo al objeto de garantizar los depósitos en entidades de crédito hasta el límite de 100.000 euros por depositante. Asimismo, el Fondo tendrá por objeto la realización de actuaciones que refuercen la solvencia y funcionamiento de una entidad en dificultades, en defensa de los intereses de los depositantes, del propio Fondo y del conjunto del sistema integrado por las entidades de crédito adheridas al mismo.
Todas las cooperativas de crédito españolas están adheridas al Fondo de Garantía de Depósitos de las Entidades de Crédito, por lo que sus depósitos cuentan con la cobertura del Fondo.

### Supervisión bancaria
La finalidad básica de la supervisión bancaria es salvaguardar la estabilidad del sistema financiero, para lo cual se ha de vigilar la solvencia y cumplimiento de la normativa específica de las entidades de crédito. Desde ese punto de vista, la función supervisora del Banco de España consiste en diseñar y aplicar sistemas de análisis y verificación que permitan mantener un conocimiento actualizado de la situación de las entidades y su perfil de riesgos, como base para la adopción de medidas que ayuden a prevenir y permitan reducir el número, importancia y coste de las eventuales crisis que puedan surgir.
Así, el Banco de España es el supervisor de las cooperativas de crédito que quedan sometidas, al igual que el resto de entidades de crédito, a su inspección, supervisión y régimen sancionador.

### Particularidades del gobierno corporativo
Una cooperativa de crédito en su vertiente cooperativa basa parte de su regulación en los valores y principios cooperativos formulados por la Alianza Cooperativa Internacional (ACI), en los que destaca el principio democrático. Esto provoca que las cooperativas de crédito sean particulares por tres motivos:
- La falta de relevancia del capital social para la atribución y distribución de los derechos sociales.
- Se intenta impedir que un solo socio controle la cooperativa.
- Por último, ciertas previsiones que tratan de potenciar la participación de los socios en la Asamblea.

### Estructura de gobierno de las cooperativas de crédito
Los órganos sociales de las cooperativas de crédito son la Asamblea General y el Consejo Rector. La Asamblea General equivale a la Junta General de Accionistas de las sociedades del capital y el Consejo Rector de las Cooperativas de crédito sería similar al Consejo de Administración de una compañía.

### Junta preparatoria y asamblea de delegados
Con el objetivo de potenciar la participación de los socios en la Asamblea General, un mecanismo que trata de conseguirlo es la desconcentración de la Asamblea en dos fases: Las Juntas preparatorias y las Asambleas de Delegados.
Esta desconcentración supone que los socios se reúnen primero en cada una de las juntas preparatorias a las que están adscritos para votar sobre los puntos del orden del día y designar delegado.
La normativa de cooperativas de crédito exige un quórum determinado en primera y segunda convocatoria en función del número de socios adscritos a cada Junta.
Posteriormente, esos delegados designados se reunirán en Asamblea que deliberará y tomará los acuerdos sobre la base expresada por los socios en las previas juntas preparatorias.

### Destino de los beneficios obtenidos
El destino de los beneficios de las cooperativas de crédito viene regulado por la Ley 13/1989, de 26 de mayo, de Cooperativas de Crédito.
Así, los beneficios netos de las cooperativas de crédito del ejercicio (una vez cubiertas las pérdidas de ejercicios anteriores que no hubiesen podido ser absorbidas con cargo a los recursos propios, en el caso de que las hubiera, y deducidos los impuestos exigibles y los intereses al capital) se destinan a:
- Al menos un 20% a dotar el Fondo de Reserva Obligatorio.
- Al menos un 10% a dotar el Fondo de Educación y Promoción.
- El resto queda a disposición de la Asamblea General, que podrá distribuirlo de la forma siguiente: retorno a los socios, basado en los criterios estatutarios al respecto, dotación a fondos de reserva voluntarios o análogos, que solo serán disponibles previa autorización de la autoridad supervisora y, en su caso, participación de los trabajadores.

Todo ello, sin perjuicio del cumplimiento del coeficiente de solvencia y de la normativa aplicable a los tres primeros años de existencia de una Cooperativa de Crédito.

### Contabilidad
Las Cooperativas de Crédito llevarán la contabilidad de acuerdo con la normativa establecida para las entidades de crédito. Los balances y cuenta de resultados anuales deberán ser auditados por personas y con los requisitos establecidos en la Ley de Auditoría de Cuentas.

### Disciplina e intervención
Será de aplicación a las Cooperativas de Crédito la Ley 26/1988, de 29 de julio, de Disciplina e Intervención de las Entidades de Crédito.

### Banca cooperativa o cooperativa de crédito
La expresión entidad de crédito cooperativo no tiene una definición jurídica concreta, ni se trata de un término acuñado en la terminología financiera. Únicamente se trata de una expresión utilizada por algunos autores para englobar realidades muy distintas como pueden ser los bancos cooperativos o las cooperativas de crédito e incluso las secciones de crédito de las cooperativas y que entendemos que en algunos casos puede inducir a error.
Debe advertirse que, en el ámbito europeo, las cooperativas de crédito suelen utilizar la denominación de Bancos Cooperativos (Co-Operative Bank) o incluso la de Bancos (Bank), como es el caso del holandés Rabobank. Sin embargo, en España la única denominación legal aceptada es la de cooperativa de crédito, aunque comercialmente pueda hablarse de banca cooperativa.

## Unión Nacional de Cooperativas de Crédito (UNACC)
La Unión Nacional de Cooperativas de Crédito (UNACC), constituida en 1970, es la patronal del sector de cooperativas de crédito que ostenta la representatividad a nivel institucional. Constituida sobre la base de la asociación libre, pueden formar parte de la misma todas las Sociedades Cooperativas de Crédito, como así ocurre, ya que a la UNACC están asociadas la totalidad de las Cooperativas de Crédito existentes en España.